# The Element of Freedom
The Element of Freedom este cel de-al patrulea album de studio al cântăreței de origine americană Alicia Keys. Discul a debutat pe poziția secundă a ierarhiei Billboard 200, fiind comercializat în 417,000 de exemplare în săptămâna lansării. Pentru a promova acest material discografic, Keys a avut diferite apariții televizate la postul Black Entertainment Television. Primele două cântece promovate, „Doesn't Mean Anything” și „Try Sleeping with a Broken Heart” au evoluat bine, la modul general, în clasamentele de specialitate, sporind popularitatea albumului de proveniență.   Cel de-al treilea disc single promovat, intitulat „Put It in a Love Song”, este o colaborare cu interpreta de muzică R&B Beyoncé Knowles, iar „Empire State of Mind (Part II) Broken Down” va fi promovat în Europa la începutul anului 2010.

## Ordinea pieselor pe disc
Versiunea standard
1. „Element of Freedom (Intro)” — 0:12
2. „Love Is Blind” — 3:49
3. „Doesn't Mean Anything” — 4:32
4. „Try Sleeping with a Broken Heart” — 4:09
5. „Wait Til You See My Smile” — 4:01
6. „That's How Strong My Love Is” — 4:04
7. „Un-thinkable (I'm Ready)” — 4:09
8. „Love Is My Disease” — 4:01
9. „Like the Sea” — 4:13
10. „Put It in a Love Song” (împreună cu Beyoncé Knowles) — 3:15
11. „This Bed” — 3:45
12. „Distance and Time” — 4:27
13. „How It Feels to Fly” — 4:42
14. „Empire State of Mind (Part II) Broken Down” — 3:36
15. „Stolen Moments” — 4:52
16. „Heaven's Door” — 3:18